# 圓頭帶平鰭鮠
圓頭帶平鰭鮠，為輻鰭魚綱鯰形目平鰭鮠科的其中一種，為熱帶淡水魚，分布於非洲肯亞、坦尚尼亞、辛巴威、尚比亞淡水流域，本魚體短胖，頭部寬、吻圓鈍，顏色多變，從在幾排的豐富深色斑點到淡灰白斑點圖案，背鰭硬棘2枚、背鰭軟條5-6枚、臀鰭軟條11-13、脊椎骨35-38個，體長可達3.8公分，棲息在淺水處，會將身體埋於砂泥中，以小型無脊椎動物為食，生活習性不明。

## 擴展閱讀
維基物種上的相關：圓頭帶平鰭鮠